# 罗伯特·戈达德
羅伯特·哈欽斯·戈達德（英語：Robert Hutchings Goddard，1882年10月5日—1945年8月10日），美國物理學家、發明家，液體火箭的發明者。他於1926年3月16日發射了人類歷史上第一枚液體燃料火箭，並且進行火箭研究直到1941年為止。戈達德共獲得了214項專利，其中83項專利在他生前獲得。
他撰寫的1919年著作《到達超高空的方法》（A Method of Reaching Extreme Altitudes）被認為是20世紀的火箭科學經典之一。戈達德成功地將3軸控制、陀螺儀和推力向量使用在火箭上，讓火箭在飛行時可以有效控制。
社會公眾對於戈達德的研究並不看好。雖然他在火箭科學的研究具有革命性影響，記者有時會嘲笑他的航天理論。因此他對他的隱私及工作相當保護。在戈達德去世後，隨著太空时代到來，他被認為是現代火箭理論的奠基人之一。他是歷史上第一個理解到導彈和太空旅行的潛在科學可能性，也實現火箭設計及建造的人。

## 生平

### 童年時期
羅伯特·戈達德出生于美國麻薩諸塞州的伍斯特，是家中的長子，他的弟弟因為脊椎畸形而夭折。
隨著美國城市在19世紀80年代開始使用電力，年輕的戈達德開始對科學產生興趣，特別是工程學及工業技術。他的父親教導他家中的地毯如何產生靜電，當時年僅5、6歲的戈達德的想像力開始萌芽。戈達德相信如果鋅電池如果可以用某種方式來存儲靜電，他可以跳得更高:15。他的母親警告說如果他成功了，他會「出得去回不來。」，於是戈達德停止實驗:15:9。

### 青年時期
他在16歲時閱讀了威尔斯的科幻小说《星際戰爭》後，開始對太空產生興趣。1899年10月19日他把自己的生涯定位在火箭的研究上。
因為戈達德對空氣動力學產生興趣，所以他研究一些美國物理學家塞缪爾·蘭利在科學期刊《史密森尼》所發表的論文。蘭利在這些論文中寫道，鳥類使用不同的力量來拍打兩邊翅膀，並因此在空中迴轉。十幾歲的戈達德從這些文章獲得啟發，觀察到燕子如何巧妙地移動翅膀，來控制飛行。他指出鳥類明顯操控著尾羽來進行飛行，他稱為它為「鳥類的副翼」。他對蘭利的一些結論不以為然，並在1901年寫了一封信給《尼古拉斯》雜誌來表達他自己的想法。但是編輯聖尼古拉斯拒絕刊登戈達德的信，認為鳥類的飞行需要一定的智力，「機器不具备这样的智力」。戈達德不同意這種看法，認為一個人可以用自己的智慧來控制飛行機器。
戈达德在1904年进入伍斯特理工学院习，並擔任實驗室助理與導師。他後來加入SAE兄弟會，認識高中同學Miriam Olmstead。他與Miriam Olmstead後來訂婚，但是在1909年分手。
他于1908年拿到物理理學士學位，1910年從克拉克大學獲得碩士學位，一年後獲博士學位。他在1912年成為普林斯頓大學的研究員，在帕爾默物理實驗室進行研究。
戈達德仍是一個在學生時，曾寫過一篇論文，提出一個方法來「保持飛機平衡」。他提出的想法在1907年《科學美國人》上出版。戈達德後來在他的日記中寫道，他相信該論文是人類歷史上首次提出方法來「讓飛行中的航空器自動保持穩定」。

### 火箭研究

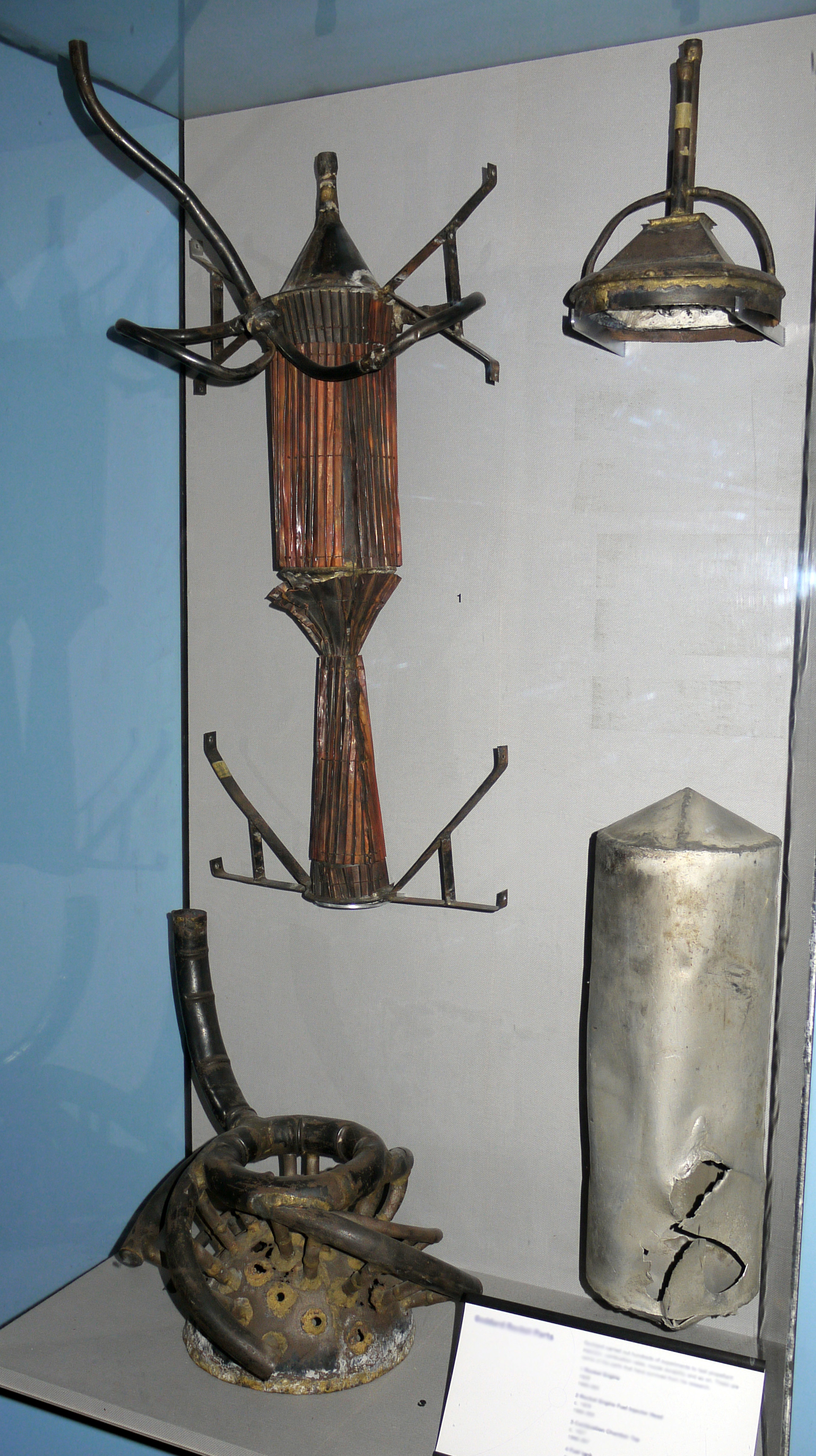
戈達德火箭的部分殘骸

戈達德的健康在1914年秋天獲得改善，於是他在克拉克大學擔任教職員及研究員。他在克拉克大學繼續火箭研究，在1915年傍晚進行第一次火藥火箭測試，這次發射十分吵雜及明亮，引起校園發出警報。後來戈達德對於實驗沒有造成傷害感到安慰。
到1916年，戈達德的火箭研究的成本已超過教學薪水能負擔的程度。他開始詢求潛在贊助商的財務援助，包括史密森學會、國家地理學會和美國航空俱樂部。
他在1916年9月寫給史密森學會的信中，聲稱火箭的推進效率幾乎已經達到63％、噴射速度為每秒2,438公尺。根據這些性能，他相信火箭能將舉起0.45公斤的物體發射至373公里的高度，最初的發射重量僅40.64公斤。
史密森學會對此很感興趣，並詢問戈達德關於他的初步成果。戈達德回應說他已經準備了一份詳細的手稿，標題為《到達超高空的方法》。史密森學會在1917年1月同意提供戈達德5,000美元的資金。伍斯特理工學院允許他在這段時間內可以在校園的邊緣使用廢棄的磁學實驗室，當作安全測試場地。
兩年後，在克拉克大學物理系主任阿瑟·G·韋伯斯特的堅持下，戈達德同意史密森學會發表他的研究。他在1929年11月發行的《大眾科學》雜誌發表太陽能發電的研究。
1919年，史密森學會發表戈達德的開創性研究《到達超高空的方法》。該報告描述戈達德有關火箭飛行的數學理論、固體燃料火箭實驗，探索及越過地球大氣層的可能性。隨著康斯坦丁·齐奥尔科夫斯基於1903年出版的《利用反作用力設施探索宇宙空間》，戈達德的著作被認為是火箭科學開創性研究，並在世界各地廣為人知。
戈達德迴避宣傳活動，因為他沒有時間來反駁這些批評，他對太空旅行那些富有想像力的想法只跟他信任的民間團體來分享。雖然他公佈、談論並宣揚火箭及其原理，因為這些研究並非太過「遙遠」。在1920年3月一封寄給史密森學會的信中，他討論：使用火箭動力飛行器來拍攝月球和行星、使用金屬板將訊息發送到遙遠的地外文明、太空的太陽能利用及高速離子推進火箭的構想。
戈達德的報告獲得美國報紙的重視，大部分都是負面評價。雖然戈達德對於月球探測的構想只是研究的一小部分，報紙將他的想法以誇張且歪曲的來宣傳，並加以嘲笑。《紐約時報》頭版在1920年1月12日以「相信火箭可以抵達月球」來報導史密森學會的新聞稿「高效率的火箭」。《紐約時報》在頭版報導戈達德的火箭一天之後，在1月13日，一個未署名的文章在「時代議題」專欄嘲弄了他的構想，文章的標題為「輕易信任導致的嚴重扭曲」。
戈達德在1924年在《科技新時代》雜誌發表一篇文章「我的火箭如何可以在真空中推進」，他解釋相關物理理論並公開實驗來證明理論的詳細訊息。然而即便如此，戈達德在1929年進行一次實驗後，伍斯特當地的報紙以標題「月球火箭錯過目標238,7991⁄2英里」來嘲諷他。

### 首次液體燃料火箭飛行

羅伯特·戈達德在1926年進行首枚液體火箭試射

戈達德在1921年9月開始使用液氧和液體燃料火箭來試驗，並在1923年11月測試第一個液體燃料發動機。它有一個圓柱形的燃燒室，利用噴射氣流來混合及霧化液氧與汽油。
1925年12月6日，他測試簡單的回壓系統。他在克拉克大學物理實驗室上進行靜態測試，發動機在靜態機架27秒的測試成功地上升，這是一次重大的成功，證明液體燃料火箭是可行的。這次測試讓戈達德邁出發射液體燃料火箭重要的一步。
1926年3月16日，戈達德在麻薩諸塞州奧本（Auburn）發射了首枚液體燃料火箭。這次發射的火箭被稱為「尼爾」，僅飛行了2.5秒，高度達到41英尺，在184英尺以外的甘藍菜菜園墜落。它是一個重要的示範，顯示液體推進劑是可行的。這次發射地點（Goddard Rocket Launching Site）後來成為了美國政府官方指定的國家歷史地標（National Historic Landmark）。

### 林德伯格與古根海姆家族
戈達德的火箭在1929年7月發射後，再次獲得報紙的關注，查爾斯·林德伯格得知了他的研究。當時林德伯格已經開始對遙遠未來的航空將會成為什麼面貌感到疑惑，認為解決火箭飛行問題可能是下一個步驟。他在1929年11月與戈達德聯繫。戈達德教授不久至後與這位傳奇飛行員在克拉克大學的辦公室會面。林德伯格對戈達德的研究留下深刻印象，戈達德同樣對他留下深刻印象。他與林德伯格公開討論他的研究，並持續至他去世為止。戈達德雖然對於分享他的想法有所保留，不過對於他覺得可以信任的人，來分享他的夢想。
到了1929年末，戈達德隨著每一次火箭發射而聲名狼藉。他發現越來越難以進行他的研究，因為受到不必要的干擾。到1930年，林德伯格建議幾間公司及私人投資者提供資金，但是美國股市於1929年10月崩盤（1929年華爾街股災）後，找到資金來源是難上加難。
在1930年春天，林德伯格終於在古根海姆家族發現盟友。金融家丹尼爾·古根海姆（Daniel Guggenheim）同意在未來四年援助戈達德的研究100,000美元（現在超過170萬元）。古根海姆家族（尤其是哈利·古根海姆）繼續在未來幾年支持戈達德的研究。戈達德後來很快搬到新墨西哥州羅斯威爾。
由於火箭具有潛在的軍事價值，戈達德、林白、哈利·古根海姆、史密森學會和其他人試圖說服陸軍和海軍相信其軍事價值。兩個年輕且富有想像力的人員試圖與戈達德在戰爭爆發之前簽訂合約。後來海軍擊敗了陸軍，獲得他的授權來建造液體燃料火箭，為了幫助飛機起飛。這些火箭是太空時代一些巨大火箭發動機的先驅。

### 羅斯威爾

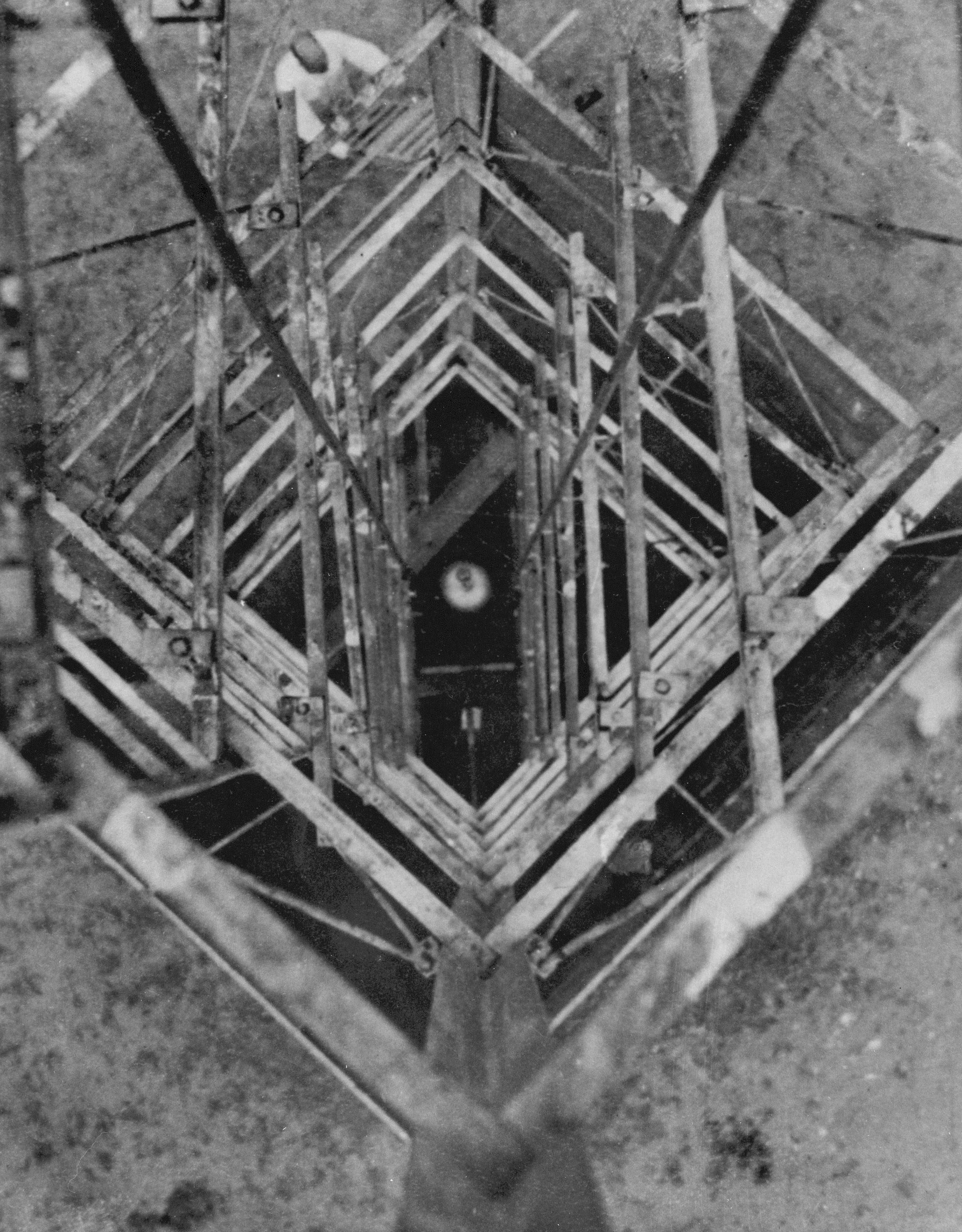
查爾斯·林德伯格於1935年9月23日所拍攝的戈達德火箭

獲得新的資金來源，戈達德最終在1930年搬遷到新墨西哥州羅斯威爾。他與他的團隊在那裡幾乎與世隔離並秘密的進行研究。他們在這裡將不會危及任何人的安全，不會被人打擾，並有一個較為溫和的氣候（對戈達德的身體更好）。
戈達德進行許多火箭飛行試驗，但是因為缺乏許多專業知識的緣故，常導致火箭引擎故障或失去控制。戈達德不介意他們的失敗，因為他覺得他總是從測試中了解到一些東西。他大部分的工作都涉及靜態試驗，也是目前飛行測試前的標準程序。他從1930年至1945年間進行過31次火箭發射。
雖然目標是成為「達到極高空的工具」，但是戈達德的火箭不是很成功，沒有一次達到2.7公里（1937年）以上，而當時飛機可以達到15公里，而氣球則可以飛到22公里。相比之下，德國火箭科學家開發的A-2火箭（1934年）已經達到3.5公里，1939年的A-5與1942年的A-4（V-2）分別到達12公里及84公里的高空，達到大氣層的外緣。
戈達德的火箭發展比德國要慢，因為他沒有他們所擁有的資源。但是他試圖改善自己的火箭和子系統，例如引導與控制，使其能夠到達高海拔地區時，在空氣稀薄時不會翻滾。他即將建造更大的火箭來到達“超高空”。
雖然戈達德以火箭研究來吸引美國陸軍的注意，但是後來遭到拒絕，因為陸軍基本上沒有掌握大型火箭的軍事用途。相比之下，德國的軍事情報曾一度相當重視戈達德的研究。德國武官Friedrich von Boetticher抵達美國後，在1936年曾撰寫長達四頁的火箭報告。間諜Gustav Guellich也捏造假訊息，聲稱他到過羅斯威爾，並目睹火箭發射。Guellich的報告包括有關燃料混合物及燃料簾降溫的重要概念，但是此後德國人對於戈達德的消息所知極為有限。
蘇聯內務人民委員部曾在美國海軍航空航天局派遣一位間諜。1935年，她傳給蘇聯一份戈達德在1933年寫給海軍的書面報告。內容包含火箭測試及軍事用途的建議結果。內務人民委員部認為這是非常有價值的資訊。它只有少許的設計細節，但讓蘇聯得知戈達德的研究方向和進展。
戈達德在1945年得知自己罹患喉癌，1945年8月10日，戈達德在馬里蘭州巴爾的摩去世。他安葬在家鄉麻薩諸塞州伍斯特的希望公墓。

### 身後
1969年7月17日，阿波罗11号發射以後，紐約時報刊出了一篇標題《A Correction》的簡短文章。該文章的三個段落總結了1920年的社論並結論：
|  | 進一步的調查和實驗確認17世紀艾薩克·牛頓的發現絕對是成立的。火箭可以在真空中跟在大氣層中一樣運作。紐約時報承認錯誤。 英文原文： Further investigation and experimentation have confirmed the findings of Isaac Newton in the 17th Century and it is now definitely established that a rocket can function in a vacuum as well as in an atmosphere. The Times regrets the error. |

## 紀念

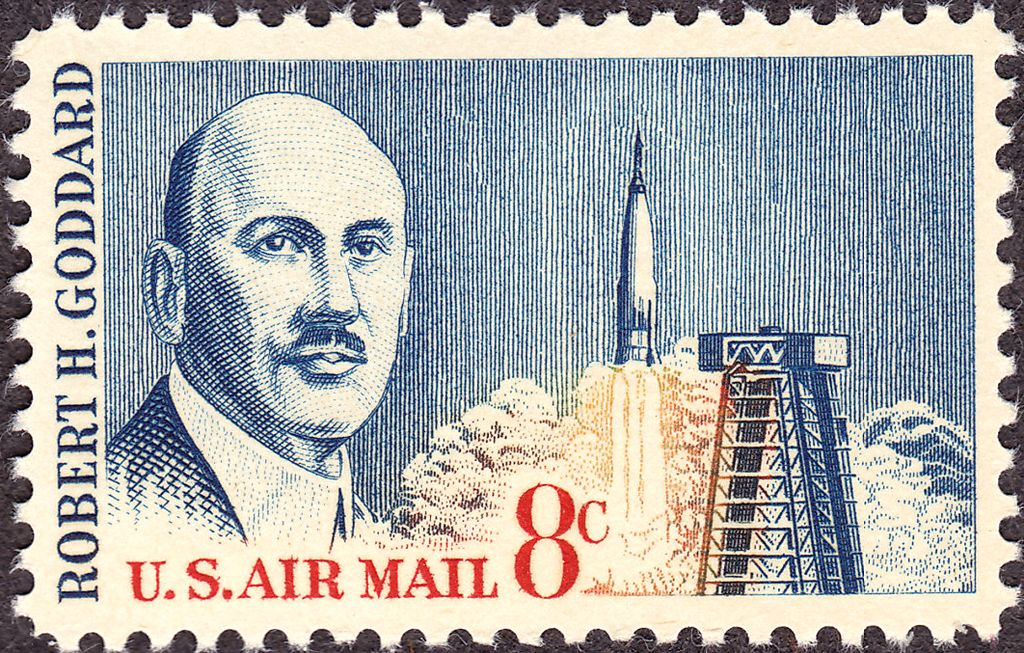
戈達德紀念郵票

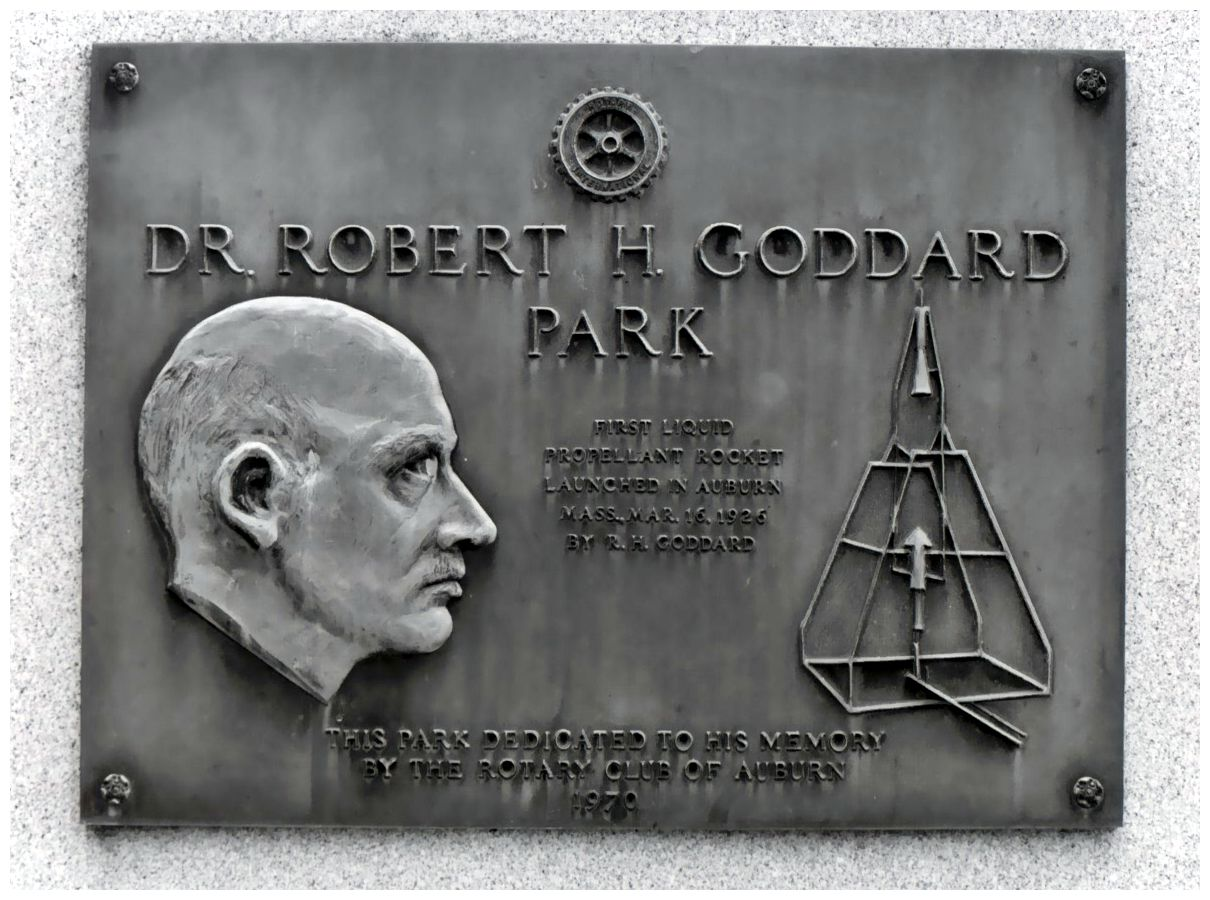
位於麻薩諸塞州奧本（Auburn）的銅板，紀念戈達德發射首枚液體燃料火箭

戈達德生涯總共獲得214項專利，其中131項是在他死後才由他的妻子幫他獲得。美國太空總署於1959年在馬里蘭州成立戈達德太空中心來紀念他。月球上的戈達德隕石坑（Goddard Crater）也以他的名字命名。
1959年9月16日，美國國會授權發行金牌來紀念羅伯特·H·戈達德教授。他也是1960年史密森尼學會蘭利金質獎章的得主。羅伯特·H·戈達德的收藏和羅伯特·戈達德展覽室位在克拉克大學的羅伯特·H·戈達德圖書館，圖書館的外部結構描繪著戈達德首枚液體燃料火箭的飛行路徑。
羅伯特高中於1965年在新墨西哥州羅斯威爾成立，以他的名字命名。這所學校的吉祥物是「火箭」。

## 私生活
羅伯特·H·戈達德與Esther Christine Kisk（1901年3月31日-1982年6月4日）在1924年6月21日結婚，Esther Christine Kisk克拉克大學校长办公室的一名秘书，他们于1919年见面。她对火箭充满热情并拍摄了他的一些作品，并帮助他完成了实验和文书工作，包括会计。
他們喜歡去羅斯威爾看電影，並參加了扶輪社和婦女俱樂部等社區組織。他畫了新墨西哥風景，也包括有藝術家英語：，羅馬化：Peter Hurd，還彈鋼琴。當他讀書時，她扮演橋樑。羅伯特參加了社區活動，並隨時接受邀請與教會和服務團體交談。在罗伯特·戈达德去世後，她整理了戈達德的論文，並在他的工作上獲得了131項額外專利。
然而，他們沒有生育任何小孩。

## 外部連結
- 短片 "The Dream That Wouldn't Down (1965)" 可在互联网档案馆自由下载
- Time magazine profile of Robert H. Goddard （页面存档备份，存于）
- FAQ on Goddard （页面存档备份，存于）
- Robert Goddard Wing of the Roswell Museum （页面存档备份，存于）
- NASA.Robert H. Goddard: American Rocket Pioneer. Retrieved May 1, 2005.
- Dr. Robert H. Goddard Archives from Clark University （页面存档备份，存于）
- New York Times; August 11, 1945; Pioneer in Field, Chief of Navy Research on Jet-Propelled Planes, Taught Physics Experimented Three Decades Secret Work During War. Baltimore, August 10, 1945 (AP) Dr. Robert H. Goddard, internationally known pioneer in rocket propulsion and chief of Navy research on jet-propelled planes, died today at University Hospital.
- A Tribute to R H Goddard--Space Pioneer （页面存档备份，存于）
- NASA MSFC Goddard Rocket Replica Project
- Robert H. Goddard High School （页面存档备份，存于）
- A Method of Reaching Extreme Altitudes- Goddard 1919 （页面存档备份，存于）
- Robert Goddard and his rockets （页面存档备份，存于）
- Robert H. and Esther Goddard Collection at WPI （页面存档备份，存于）
- Robert H. Goddard's WPI Years （页面存档备份，存于）